# Robertus cantabricus
Robertus cantabricus är en spindelart som beskrevs av Fage 1931. Robertus cantabricus ingår i släktet fuktspindlar, och familjen klotspindlar.
Artens utbredningsområde är Spanien. Inga underarter finns listade i Catalogue of Life.